# Голубой свет
«Голубой свет» (нем. Das blaue Licht) — немецкий «горный фильм», снятый Лени Рифеншталь совместно с Белой Балажем в 1932 году. Её режиссёрский дебют.

## Сюжет
Мистико-романтическая легенда об итальянских доломитах.
В полнолуние на вершине горы рядом с тихой деревушкой сверкает голубой свет, играющий роковую роль в судьбе местных юношей: они стремятся к чудесному сиянию, но разбиваются, не достигнув вершины. Рядом с деревней живёт юродивая Юнта.
Оказавшийся в деревне немецкий художник влюбляется в неё и узнаёт тайну: Юнте известна тропа к вершине, к сверкающему гроту из горного хрусталя. Сам побывав там, художник сообщает крестьянам о находке, и они разоряют грот. Народ ликует, а лишённая своего света Юнта срывается со скалы.

## Лени Рифеншталь о фильме
«В „Голубом свете“ я, словно предчувствуя, рассказала свою позднейшую судьбу: Юнта, странная девушка, живущая в горах в мире грез, преследуемая и отверженная, погибает, потому что рушатся её идеалы — в фильме их символизируют сверкающие кристаллы горного хрусталя. До начала лета 1932 года я тоже жила в мире грез…».
Лени Рифеншталь вспоминала в мемуарах о постоянных творческих спорах по поводу монтажа фильма со своим учителем в кинорежиссуре Арнольдом Фанком.

## В ролях
- Юнта — Лени Рифеншталь
- Художник Виго — Матиас Виман
- В съёмках были задействованы непрофессиональные актёры — зарнтальские крестьяне

## Технические данные
- Чёрно-белый
- Звуковой
- Продолжительность: 86 мин.
- Сценарист — Бела Балаж

## Награды
- Золотая медаль Венецианского биеннале 1932 г.[источник не указан 4637 дней]